# Патрік Аші
Патрік Аші (фр. Patrick Achi; нар. 17 листопада 1955) — івуарійський політик, тимчасовий прем'єр-міністр Кот-д'Івуару 8 березня 2021 — 17 жовтня 2023 р.

## Біографія
Вивчав фізику в Університеті Кокоді та у Вищій школі електрики, а потім здобув ступінь з інжинірингу й управління інфраструктурою, закінчивши Стенфордський університет.
За президентства Алассана Уаттари був офіційним представником уряду. Від 2010 до 2017 року обіймав посаду міністра економіки Кот-д'Івуару. Від 2020 року очолював офіс президента в ранзі державного міністра.
У березні 2021 року спочатку через госпіталізацію, а потім — смерть Амеда Бакайоко Аші став тимчасовим прем'єр-міністром Кот-д'Івуару.
У жовтні 2021 року його ім'я згадувалося в документах Пандори. Він контролював принаймні до 2006 року Allstar Consultancy Services Limited, офшорну компанію, розташовану на Багамських островах і створену в 1998 році через номінанта, тоді як Ачі був уповноваженим уряду в Івуарійській електроенергетичній компанії (CIE) та технічним радником міністра енергетики.